# Плеханово (Липецкая область)
Плеха́ново — село Грязинского района Липецкой области. Центр Плехановского сельсовета. Расстояние по автодорогам до города Грязи составляет 20 км на юг.

## История

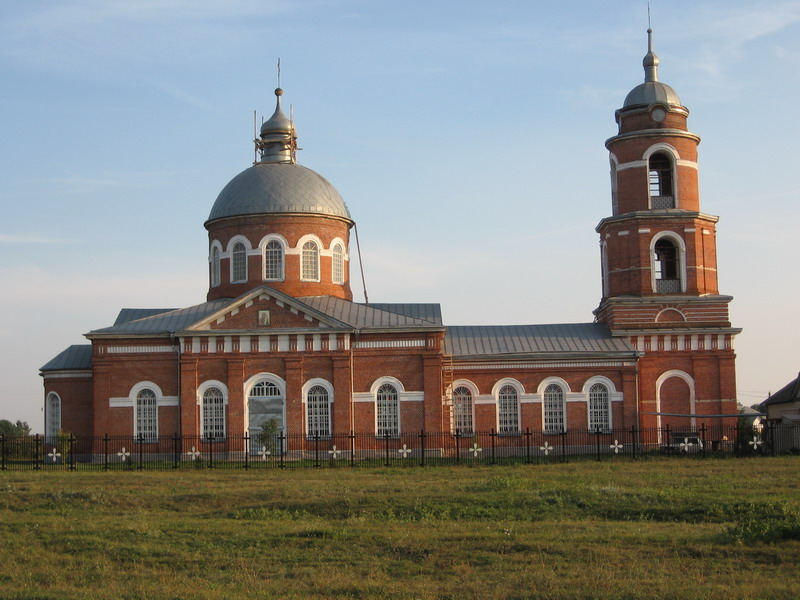
Никольская церковь в Плеханове

Около села находятся 7 поселений бронзового века — памятников археологии.
До 1925 года село носило название Семёновка. Под названиями Семёновка и Гудаловка (последняя до 2020 года была отдельным населённым пунктом) засвидетельствовано в ревизских сказках под 1719 и 1723 годами.
В 1783 году в Семёновке была построена деревянная Никольская церковь, перестроенная в 1850 году.
В 1862 году в казённом селе Семёновка 1-го стана Липецкого уезда Тамбовской губернии, находившемся на дороге из Липецка в Тамбов, было 237 дворов и 1942 жителя (925 мужчин и 1017 женщин), православная церковь.
В 1883 году вместо деревянной была построена каменная церковь.
По данным подворной переписи начала 1883 года в селе Семёновка Бутырской волости Липецкого уезда проживало 2975 бывших государственных крестьян в 401 домохозяйстве (1518 мужчин и 1475 женщин). К деревне относилось 4738,5 десятин удобной надельной земли и 130,3 — неудобной; имелось 733 лошади, 824 головы КРС, 4387 овец и 279 свиней. В селе находилось 38 промышленных заведений, 1 трактир или питейный дом и 4 лавки. Было 32 грамотных и 26 учащихся.
По сведениям 1888 года к селу также относилось крупное имение А. К. и П. К. Котельниковых, занимавшее 71,5 десятины (большей частью пахотной).
По переписи 1897 года — 3479 жителей (1570 мужчин, 1909 женщин), все православные. Село упоминается в энциклопедическом словаре Брокгауза и Ефрона:

Семеновка — с. Тамбовской губ., с., Липецкого у. 17 в. от уездн. г. Жит. 3582, хлебопашцы, отчасти бондари.

В 1911 году в селе было 574 двора, проживало 3998 человек (2000 мужчин и 1998 женщины), великороссы, занимались земледелием, бондарным ремеслом и плотничеством. Были две смешанные одноклассные школы — церковно-приходская и земская. Штат церкви Николая Чудотворца состоял из священника, дьякона и двух псаломщиков. Ей принадлежало 36 десятин земли на 7 участках.
В 1925 году постановлением президиума ВЦИК село Семёновка Бутырской волости Липецкого уезда Тамбовской губернии переименовано в Плехановское. Село было переименовано в честь Г. В. Плеханова, родившегося в соседней деревне Гудаловка.
По переписи 1926 года в селе Плеханово (Семёновка) было 842 двора (из них 832 двора русских) и 4553 жителя (2207 мужчин, 2346 женщин). В 1928 году село вошло в состав Грязинского района Козловского округа ЦЧО, было центром сельсовета.
До войны здесь насчитывалось 793 двора.
В 1937 году Никольский храм был закрыт, в 1990 году — вновь открыт и начал реставрироваться, ныне является объектом культурного наследия.
В селе сохранился парк, который охраняется государством как дендрологический памятник природы.
В ноябре 2020 года в село Плеханово была включена территория упразднённой деревни Гудаловка.

## Население
| 2009 | 2010  | 2013  | 2021  |
| ---- | ----- | ----- | ----- |
| 1850 | ↗1986 | ↗2024 | ↗3337 |

В 2002 году население села составляло 1888 человек, 96% — русские.
В 2010 году — 1986 жителей (938 мужчин, 1048 женщин).
В 2021 году — 3337 жителей (1622 мужчин, 1715 женщин).

## Инфраструктура
В селе по состоянию на 2010 год было 734 индивидуальных дома, площадь села составляла 195,81 га. Из объектов инфраструктуры имеются средняя школа на 250 учащихся, детский сад на 50 детей, офис врача общей практики, культурно-досуговый центр с библиотекой, магазины. Работает сельскохозяйственное предприятие ООО «Аграрник».